# Calliophis beddomei
La serpiente de coral de Beddome (Calliophis beddomei ) es una especie de serpiente venenosa de la familia Elapidae. Es endémica de las colinas de la India peninsular.

## Etimología
C. beddomei es nombrada por  Richard Henry Beddome (1830-1911), oficial del ejército británico y naturalista.

## Distribución
Se encuentra en colinas secas y caducifolias semi-perennes y tropicales en los Ghats orientales y en los Ghats occidentales de la India . Siendo descripta por primera vez desde las Montañas Shevaroy o Montañas Yercaud, esta especie fue conocida más tarde en otras partes de los  Ghats occidentales. Es sólo conocida desde tres localidades, Koppa, Montañas Nilgiri y Shevaroy.

## Amenazas y conservación
La serpiente C. beddomei  no se considera para uso comercial y no se conoce en ninguna área protegida. Sin embargo, se incluye en la Lista IV de Ley de Protección de Vida Silvestre, 1972. 

## Otras lecturas
- Slowinski, Joseph B.; Boundy, Jeff; Lawson, R. (2001). "The phylogenetic relationships of Asian coral snakes (Elapidae: Calliophis and Maticora) based on morphological and molecular characters". Herpetologica 57 (2): 233-245.
- Smith, M.A. (1943). The Fauna of British India, Ceylon and Burma, Including the Whole of the Indo-Chinese Sub-region. Reptilia and Amphibia. Vol. III.—Serpentes. London: Secretary of State for India. (Taylor and Francis, printers). xxii + 583 pp. (Callophis [sic] beddomei, new species, p. 423).
- Ganesh, S.R.; Ramanujam, Eric (2014). "Rediscovery of Beddome’s Coralsnake Calliophis beddomei Smith, 1943 from the type locality". Journal of Threatened Taxa 6 (3): 5580–5582.

- Datos: Q2384387
- Especies: Calliophis beddomei